# Охридско езеро
Охридското езеро (на македонска литературна норма: Охридско Езеро; на албански: Liqeni i Ohrit или Liqeni i Pogradecit) е най-дълбокото езеро на Балканския полуостров, разделено между Северна Македония и Албания. През 1980 година езерото заедно с неговото крайбрежие и град Охрид са обявени от ЮНЕСКО за световно културно и природно наследство.

## Географски и геологични характеристики
Охридското езеро е разположено в планинска област на границата между Северна Македония и Албания. Заема площ от 353,9 – 362,6 км². Част от езерото – 105 км² е включена в територията на Албания, а останалите 248 км² се намират в Северна Македония. Надморската височина на Охридското езеро е 693,17 м. Водосборният му басейн до 1962 г. обхваща 1042 км², а след като притокът на река Черни Дрин (Црън Дрим) река Сатеска изкуствено е насочен към езерото, площта на водосборния му басейн е увеличена на 1487 км².
Максималната дължина на езерото е 30 километра, а широчината му – 14,5 км. Крайбрежната му линия е дълга 88 км. Най-голямата му дълбочина е измерена срещу село Пещани – 287,4 м, а средната му дълбочина е 163,71 м.
Охридското езеро е най-голямото и най-дълбокото в Егейската езерна зона. Според дълбочината си езерото се нарежда сред двайсетте най-дълбоки езера в Европа. По площ Охридското езеро следва най-голямото езеро на Балканите – Шкодренското (368 км²), чиято максимална дълбочина обаче е 44 м., а средната му – 10 м.
От Преспанското езеро Охридското е отделено от планината Галичица. В македонската част на езерото се намират градовете Охрид и Струга, а в албанската – град Поградец. При град Струга от Охридското езеро изтича река Черни Дрин, чрез която водите му се вливат в Адриатическо море.
Охридското езеро представлява тектонична пукнатина от плиоценския период. Заедно с Преспанското и Маличкото езеро (недалеч от Корча, Албания) то образува т.нар. Десаретска езерна група, свързана по време на плиоцена. Приема се, че Охридското езеро е на възраст между 2 и 3 милиона години – време, през което е съществувала твърде малка част от днешните езера в света, с изключение на такива като Байкал, Танганайка, Каспийско море и др.

## Хидрологични характеристики
Охридското езеро се подхранва предимно с изворна вода от подземни и надземни източници. Най-голямата част от надземните извори се намират на южния бряг на езерото, при манастира „Свети Наум“. Тези извори, често приемани и за извори на река Черни Дрин, осигуряват около 8,5 m³/s или 25 % от общите постъпления на вода в езерото. В езерото се вливат 40 реки и потоци (23 на албанска и 17 на македонска територия). Като се изключат реките Сатеска, Коселска и Чорава, по-голямата част от реките, вливащи се в езерото, пресъхват през част от годината. Единственият начин за изтичане на водите на езерото на повърхността е река Черни Дрин.
Макар че Охридското езеро няма пряка връзка на повърхността с Преспанското, по-голямата надморска височина на последното (853 m) и варовиковият състав на разделящата ги планина Галичица още през XIX век дават основание на предположението, че водите на Преспанското езеро се оттичат по подземен път в Охридското. Днес е установено, че близо 46 % от водите на Охридското езеро идват от Преспанското.
Температурата на водата на езерото рядко пада под нулата, поради което то не замръзва. Обикновено температурата на водата не пада под 4° С. Само в изключително студени зими водата замръзва в някои участъци край брега – край Струга, село Калища, Стружко, по-рядко при Охрид. По-сериозни замръзвания са отбелязани през зимите на 1928/29 г., 1941/42 г. и 1946/47 г.
Водата на езерото започва да загрява в края на месец март, а най-високата ѝ температура е през август. До септември в езерната вода се акумулира значително количество топлина, която по-късно се отделя и спомага за относително меката есен по крайбрежието.

## Фауна
Охридското езеро е един от големите биологични резервати в Европа и притежава уникална фауна. То е населено с голям брой ендемични или редки видове. Голямата старост, географската изолация и непроменливите условия на живот са причина езерото да бъде наричано и „музей на живи фосили“. От терциерните форми, населявали езерото през този период, са се развили нови подвидове и видове, характерни само за Охридското езеро – предимно раци, охлюви и червеи.
Езерото се характеризира с ниска продукция на фитопланктон.
Рибният свят е представен от редица автохтонни видове от различни семейства Salmonidae (2 вида), Cyprinidae (12 вида), Cobitidae (2 вида).
Най-известни и проучвани са двете ендемични пъстърви – охридската (Salmo letnica) и белвицата (Salmothymus ohridanus). В миналото към охридската пъстърва е ориентирана най-голяма част от риболовството в езерото, поради което още през 1935 г. с основаването на Хидробиологичния институт в Охрид (Хидробиолошки завод) започва нейното изкуствено размножаване.
След пъстървовите, най-голям дял в улова на риба в езерото има плашицата (Alburnus albidus alborella Fillipi), която е от рода на уклейките (Alburnus).
Европейската змиорка (Anquilla anquilla) или ягулата, както я наричат охридчани, също е традиционен улов за рибарите в езерото. Тя не е ендемичен вид за Охридското езеро. След размножаването си в Саргасово море тя се придвижва до Адриатическо и по река Черни Дрин достига езерото. През 60-те години на ХХ век обаче, с изграждането на хидроцентрала на Черни Дрин естественият път на змиорката е прекъснат. Днес присъствието ѝ в Охридското езеро зависи изцяло от човека. Всяка година закупени от чужбина млади ягули се пускат в езерото, а средствата се заплащат от „Електрани на Македония“, което е собственик на ВЕЦ „Шпиле“.

## Екологична стабилност на езерото
Концепцията за защита на Охридското езеро е залегнала в Закона за защита на Охридското, Преспанското и Дойранското езеро от 1977 г. и неговите изменения. През 1977 г. е изработена и т.нар. Студия за защита на Охридското езеро.
Езерото сменя водата си цялостно приблизително на 60 години, поради което има слаби самопречиствателни механизми. Водата в пелагиалната зона (при дълбочина над 50 m) е I категория. Замърсяването на водите е засегнало най-вече литоралната зона (при дълбочина между 0 и 20 m). В някои нейни части близо до Охрид, Струга и Поградец чистотата на водата достига до IV категория. Най-големите източници на замърсяване са непречистените води и проникването на вещества, съдържащи биогенни елементи (при ерозия на почвата, изтичане на субстанции от земеделието и др.).
Охридското езеро спада към типично олиготрофните езера, т.е. към езерата със слаба органична продукция. Фотосинтезните процеси в него не са интензивни и продукцията на планктона е слаба. Замърсяването с фосфор е най-големият проблем за езерото и запазването на неговото олиготрофно състояние. Преминаването на езерото в мезотрофно или дори еутрофно състояние би довело до прекомерно увеличаване на водораслите и други водни растения, до намаляване прозрачността на водата, ограничаване на съдържанието на кислород в нея, освобождаване на неприятен мирис и опасност за някои ендемични биологични видове като Охридската пъстърва.
Заедно с фосфора проблем пред устойчивото развитие на езерото е и бактериалното замърсяване от отпадните води. През последното десетилетие в македонската част на Охридското езеро се усъвършенства канализационната система за отпадъчни води. По-голямата част от отпадъчните води от района се отвеждат до пречиствателна станция Вранища, Стружко, след което се изпускат в Черни Дрин. По-сериозен е проблемът с отпадъчните води в албанската част.

## Други
На Охридското езеро са наречени улици в кварталите „Сердика“ (Карта) и „Требич“ (Карта) в София.